# Wahlenbergia floribunda
Wahlenbergia floribunda är en klockväxtart som beskrevs av Rudolf Schlechter och Wilhelm Georg Baptist Alexander von Brehmer. Wahlenbergia floribunda ingår i släktet Wahlenbergia och familjen klockväxter. Inga underarter finns listade i Catalogue of Life.